# Zalacséb, Zala
Zalacséb  este un sat în districtul Zalaegerszeg, județul Zala, Ungaria, având o populație de 559 de locuitori (2011). 

## Demografie
Componența etnică a satului Zalacséb
     Maghiari (93,11%)
     Romi (3,55%)
     Germani (2,51%)
     Necunoscut (0,84%)
     Alții (0,84%)
Componența confesională a satului Zalacséb
     Romano-catolici (65,65%)
     Fără religie (4,83%)
     Reformați (1,25%)
     Necunoscută (27,19%)
     Alte religii (1,07%)
Conform recensământului din 2011, satul Zalacséb avea 559 de locuitori. Din punct de vedere etnic, majoritatea locuitorilor (93,11%) erau maghiari, existând și minorități de romi (3,55%) și germani (2,51%). Apartenența etnică nu este cunoscută în cazul a 0,84% din locuitori.  Din punct de vedere confesional, majoritatea locuitorilor (65,65%) erau romano-catolici, existând și minorități de persoane fără religie (4,83%) și reformați (1,25%). Pentru 27,19% din locuitori nu este cunoscută apartenența confesională.